# Бакин, Павел Николаевич
Павел Николаевич Бакин (1903, Днепропетровск — ?) — советский партийный деятель, начальник ГУИТЛиК  (Главного управления исправительно-трудовых лагерей и колоний) МВД СССР в 1956—1958 годах.

## Биография
Родился в Днепропетровске. По национальности украинец. Образование общее среднее. Вступил в  ВКП(б) в 1930 г. 
- В 1916–1931 годах — ученик слесаря, кочегар, вальцовщик в городе Днепропетровске[1].
- В 1931–1932 годах учился в Высшей школе профдвижения ВЦСПС в Москве.
- В 1932–1937 годах работал в ЦК профсоюза работников металлургической промышленности.
- В 1938–1939 годах был заместителем секретаря парткома Наркомата тяжёлой промышленности СССР.
- В 1939–1941 годах — секретарь парткома Наркомчермета СССР.
- В 1941–1942 годах — 3-й секретарь Молотовского райкома ВКП(б) в городе Москве.
- В 1942–1953 годах — председатель Исполкома Молотовского райсовета.
- В 1953–1956 годах — начальник Управления материально-технического снабжения Моссовета.
- С 4 апреля 1956 по 31 марта 1958 года начальник Главного управления исправительно-трудовых лагерей и колоний МВД СССР.

С 1 мая 1958 года на пенсии по болезни.